# Арі Торгільссон
Заголовок цієї статті — це ісландське ім'я, де Арі — особове ім'я, а Торґільссон — ім'я по батькові. 
А́рі То́ргільссон (ісл. Ari Þorgilsson; *1067 — †1148) — один із найвідоміших ісландських середньовічних літописців, згідно зі Сноррі Стурлусоном, перший з-поміж них. Його часто називають Арі Мудрий (ісл. Ari inn fróði).
Арі народився у знатній родині в Західній Ісландії. «Ланднамабок» перелічує вісім поколінь його предків, з яких 5 поколінь народилися в Ісландії, а з них 2 — в язичницькі часи. Батько Арі рано помер, тож хлопець ріс спершу при дворі свого діда, а згодом — дядька. У віці семи років вступив на навчання до скальда Гаррара Торарінссона, пізніше здобув духовну освіту при дворі єпископа Ісландії. Служив священиком у Стадрі. Був одружений, мав сина та дочку.
Значнення Арі в ісландській культурі є досить великим, він є автором «Книги про ісландців» (Íslendingabók) та «Книги про заселення Ісландії» (Landnámabók). Писав латиною та давньоісландською мовою. Він був першим, хто надав ісландцям у своїх книгах відчуття історичної та національної самосвідомості. Арі називають також «ісландським Геродотом» та «батьком ісландської історії», оскільки його праці служать джерелом знань про ранню ісландську історію навіть для сучасних істориків. Свої твори Арі писав прозою, що було прогресивним явищем для XI—XII століть.